# Relações entre Bangladesh e Laos
As relações entre Bangladesh e Laos são as relações bilaterais da República Popular de Bangladesh e da República Democrática Popular do Laos. As relações diplomáticas entre os dois países começaram oficialmente em 1988.

## Visitas de estado
O primeiro-ministro de Bangladesh, Sheikh Hasina, fez uma visita oficial a Vientiane, capital do Laos, em 2012. Em uma discussão com o primeiro-ministro do Laos, Thongsing Thammavong, Hasina observou que o Laos poderia se beneficiar A conectividade de Bangladesh com Índia, Nepal, Butão e China e um mercado combinado de mais de três bilhões de pessoas e, destacando as perspectivas de negócios e investimentos em Bangladesh, o primeiro-ministro convidou calorosamente Empresários do Laos virão examinar oportunidades de investimento em Bangladesh.

## Cooperação no cenário internacional
Bangladesh e Laos apóiam-se mutuamente em vários fóruns internacionais. Em 2012, o Laos apoiou a inclusão de Bangladesh no Diálogo Ásia-Europa. Agradecendo ao Laos por esta iniciativa, Sheikh Hasina sinalizou que Bangladesh também buscará apoio para se tornar um parceiro de diálogo da Associação de Nações do Sudeste Asiático (ASEAN), bem como para sua entrada no Iniciativa de cooperação Mekong-Gange,  o Corredor Econômico Leste-Oeste, e para se tornar um Parceiro do Diálogo ASEAN. Ambos fazem parte da iniciativa chinesa Nova Rota da Seda, um conjunto de ligações marítimas e ferroviárias entre a China e a Europa.
O Primeiro Ministro disse que Bangladesh e Laos desfrutam de relações calorosas baseadas na amizade, respeito mútuo, cultura compartilhada, valores comuns, herança e compromisso com a paz e boas relações de vizinhança.

## Cooperação Econômica
Medicamentos, cimento, cerâmica, produtos de engenharia leve, couro, aço e produtos agrícolas de Bangladesh foram identificados como produtos de alta demanda no Laos. A falta de meios de transporte adequados tem sido um dos principais problemas para a expansão do comércio bilateral entre os dois países. Os dois países estão trabalhando para resolver o problema de transporte e estão se juntando à malha rodoviária asiática que resolveria os problemas.